# Vazuza
La Vazuza (in russo Вазуза?) è un fiume della Russia europea centrale, affluente di destra del Volga. Scorre nei rajon Vjazemskij,  Novoduginskij e  Syčëvskij dell'Oblast' di Smolensk e nel Zubcovskij rajon dell'Oblast' di Tver'.
Nasce dai contrafforti settentrionali delle alture di Smolensk, attraversando successivamente le oblast' di Smolensk e di Tver'; sulle sue sponde sorgono le città di Syčëvka e Zubcov, quest'ultima situata presso la confluenza con il Volga. Il fiume ha una lunghezza di 162 km, l'area del suo bacino è di 7 120 km².
Il fiume Vazuza è gelato, mediamente, da novembre ad aprile.